# Just nu!

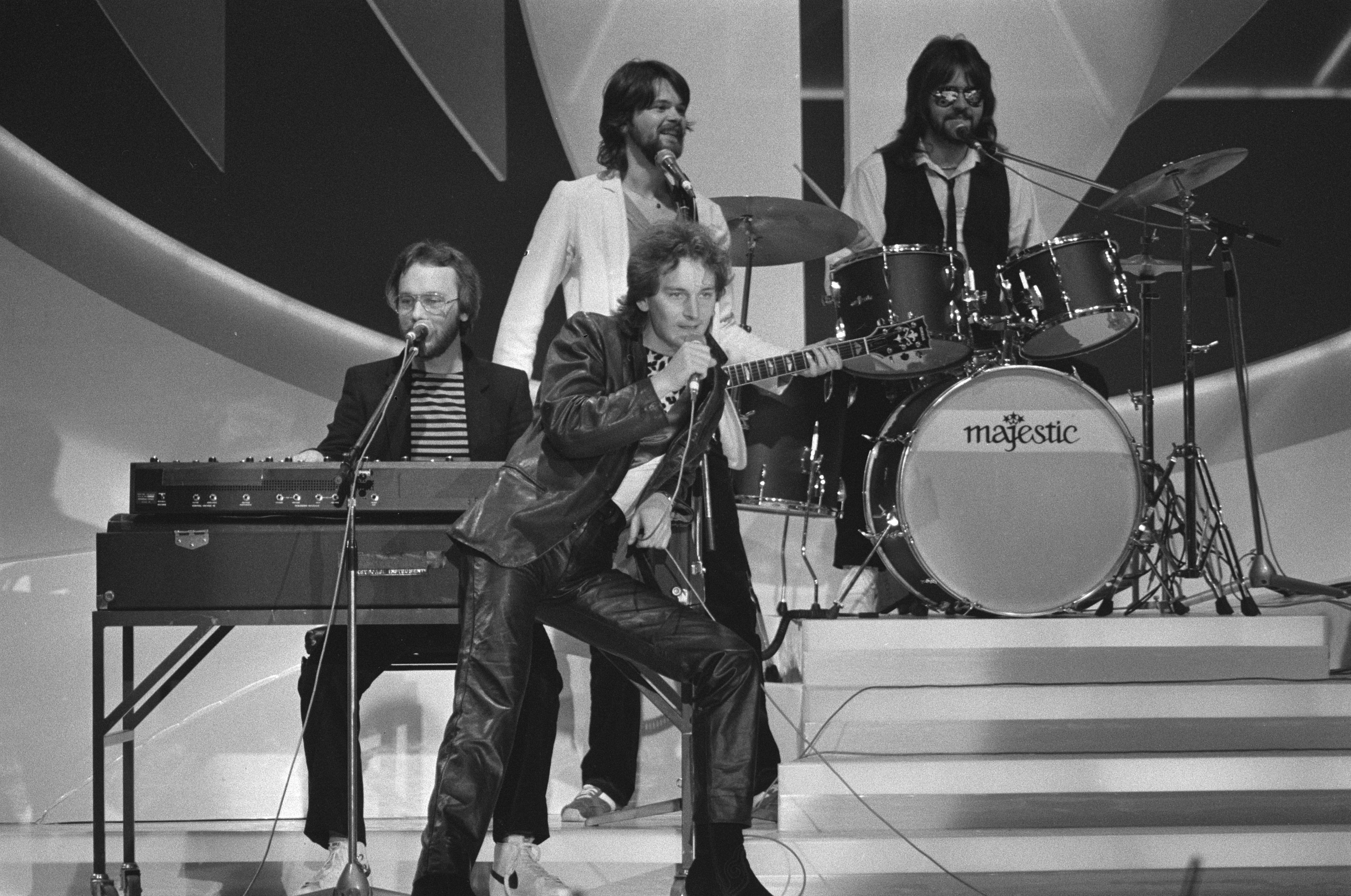
Tomas Ledin vid Eurovision Song Contest 1980

Just nu!, med text och musik av Tomas Ledin, är en sång som var den svenska popsångaren Tomas Ledin bidrag till den svenska Melodifestivalen 1980, där "Just nu!" vann och fick representera Sverige i Eurovision Song Contest 1980. Låten toppade även den svenska singellistan och låg sju veckor på Svensktoppen.

## Historik

### Dramatik i ESC
Ledins ESC-framträdande med "Just nu!" i Nederländerna såg Anders Berglund som dirigent. Framträdandet blev smått dramatiskt, eftersom sladden till Ledins mikrofon lossnade mellan första och andra versen. Han hann precis skruva fast den innan andra versen började. Låten såg i början av omröstningen ut att ha en chans att vinna, och som mest fick låten tio poäng från Grekland och Luxemburg. Den låg ett tag (efter femte omröstningen) på andra plats, åtta poäng efter ledarlåten, och sedan på tredje plats i omgången efter, men då endast tre poäng upp till ledarlåten. Sedan tog dock poängflödet till Sverige i princip stopp, och bidraget dalade ner till tionde plats med 47 poäng.

### Andra listor och tolkningar
"Just nu!" toppade den svenska singellistan den 16 maj 1980. Melodin låg på Svensktoppen i sju veckor under perioden 20 april-1 juni 1980, med femteplats som högsta placering.
I Dansbandskampen 2009 framfördes låten av Von Hofstenz.
Under avsnitt 1 av Så mycket bättre (säsong 2) 2011 tolkades låten av Laleh Pourkarim.

## Listplaceringar
| Lista (1980) | Topplacering |
| ------------ | ------------ |
| Sverige      | 1            |